# Eosanthe cubensis
Eosanthe cubensis är en måreväxtart som beskrevs av Ignatz Urban. Eosanthe cubensis ingår i släktet Eosanthe och familjen måreväxter. Inga underarter finns listade i Catalogue of Life.